# Gory Astronomov
Gory Astronomov är ett berg i Antarktis. Det ligger i Östantarktis. Australien gör anspråk på området. Toppen på Gory Astronomov är 910 meter över havet.
Terrängen runt Gory Astronomov är varierad, och sluttar brant österut.  Trakten är obefolkad. Det finns inga samhällen i närheten.